# Hybalus barbarus
Hybalus barbarus är en skalbaggsart som beskrevs av François Louis Nompar de Caumont de Laporte 1840. Hybalus barbarus ingår i släktet Hybalus och familjen Orphnidae. Inga underarter finns listade i Catalogue of Life.